# Vizsoly
Vizsoly è un comune dell'Ungheria di 917 abitanti (dati 2001) . È situato nella contea di Borsod-Abaúj-Zemplén.
La Bibbia di Vizsoly è la prima traduzione ungherese completa della Bibbia, opera del pastore calvinista Gáspár Károlyi (~1529-1592).